# Adderbury
Adderbury es una parroquia civil y un pueblo del distrito de Cherwell, en el condado de Oxfordshire (Inglaterra).

## Geografía
Según la Oficina Nacional de Estadística británica, Adderbury tiene una superficie de 13,01 km².

## Demografía
Según el censo de 2001, Adderbury tenía 2496 habitantes (47,88% varones, 52,12% mujeres) y una densidad de población de 191,85 hab/km². El 17,15% eran menores de 16 años, el 72,04% tenían entre 16 y 74 y el 10,82% eran mayores de 74. La media de edad era de 44,05 años. Del total de habitantes con 16 o más años, el 20,36% estaban solteros, el 62,48% casados y el 17,17% divorciados o viudos.
El 94,11% de los habitantes eran originarios del Reino Unido. El resto de países europeos englobaban al 2,52% de la población, mientras que el 3,37% había nacido en cualquier otro lugar. Según su grupo étnico, el 98,48% eran blancos, el 0,84% mestizos, el 0,32% asiáticos, el 0,12% negros y el 0,24% de cualquier otro salvo chinos. El cristianismo era profesado por el 80,57%, el budismo por el 0,16%, el hinduismo por el 0,16%, el judaísmo por el 0,16%, el islam por el 0,4% y cualquier otra religión, salvo el sijismo, por el 0,12%. El 10,7% no eran religiosos y el 7,73% no marcaron ninguna opción en el censo.
1191 habitantes eran económicamente activos, 1165 de ellos (97,82%) empleados y 26 (2,18%) desempleados. Había 1013 hogares con residentes, 27 vacíos y 5 eran alojamientos vacacionales o segundas residencias.